# Fight Exclusive Night

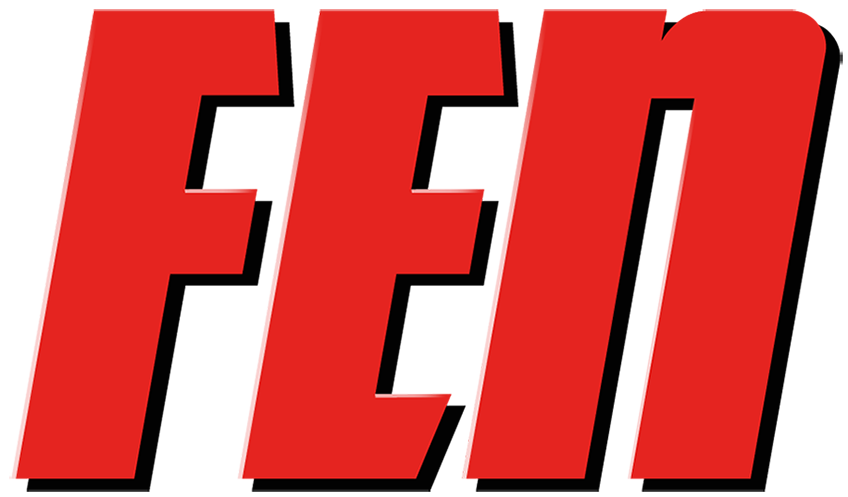
Logo

Fight Exclusive Night, FEN (Ekskluzywna Noc Walki) – polska organizacja promująca walki w MMA i kick-boxingu (w formule K-1) z siedzibą we Wrocławiu.

## Historia
Pierwsza gala FEN odbyła się 16 listopada 2013 roku w Klubie Biznesowym Stadion Wrocław. Starcia odbywały się na zasadzie pojedynczych walk w hybrydowej formule MMA i K-1 (kick-boxing). Założycielami organizacji są Paweł Jóźwiak, Rafał Sawicki, Kamil Birka, Bartosz Szuba i Łukasz Paluch. 
W 2014 FEN nawiązało współpracę z telewizją Polsat. Początkowo transmisje odbywały się na kanale FightBox, a retransmisje w Polsat Sport. W późniejszej współpracy marka trafiła również do otwartego kanału platformy telewizyjnej Polsatu. 
6 marca 2015 roku na gali FEN 6 odbył się pierwszy pojedynek o pas mistrzowski Fight Exclusive Night. W walce o tytuł mistrza kategorii koguciej (do 61 kg) stanęli naprzeciwko siebie Tymoteusz Świątek i Portugalczyk Victor Marinho, który zwyciężył przez nokaut w piątej rundzie. 
Od 2018 roku głównymi sponsorami organizacji są spółki państwowe Lotos oraz Energa Orlen. 
We wrześniu 2019 Tomasz Babiloński, właściciel Babilon MMA, ogłosił współpracę z Fight Exclusive Night, która miała miejsce na październikowej gali Babilon MMA 10: Podziemny Krąg w Kopalnia Soli „Wieliczce”, gdzie w głównej walce zmierzyli się, mistrz Babilon MMA Daniel Rutkowski w starciu z mistrzem FEN Adrianem Zielińskim. Na szali w stawce pojedynku znalazły się te dwa pasy mistrzowskie w kategorii piórkowej. Zwycięzcą tej walki został popularny „Rutek” z Radomia, pokonując rywala jednogłośną decyzją sędziowską. Ponad rok później doszło do rewanżowego pojedynku zawodników, jednak tym razem na gali FEN 31: Lotos Fight Night Łódź. Początkowo walka miała toczyć się ponownie o dwa pasy mistrzowski (w posiadaniu Rutkowskiego), jednak Zieliński nie wypełnił limitu wagowego, w związku z tym ten status zdjęto. 28 listopada 2020 Rutkowski zwyciężył po raz drugi takim samym werdyktem co poprzednio.
13 czerwca 2020 roku odbyła się gala FEN 28: Lotos Fight Night, która była pierwszą galą w systemie PPV w historii organizacji. Podczas tego wydarzenia w walce o historyczny pas mistrzowski wagi ciężkiej Brytyjczyk Oli Thompson znokautował prawym sierpowym Szymona Bajora, tym samym stając się pierwszym mistrzem federacji w królewskiej kategorii.
24 lutego 2024 roku federacje FEN wydała komunikat informujący o tym, że dotychczasowy prezes Paweł Jóźwiak przestaje pełnić tę funkcję na rzecz matchmakera organizacji, Jakuba Borowicza. Trzy tygodni później nowy prezes zapowiedział i przedstawił nowe zmiany jakie zostaną wprowadzone na przyszłych galach Fen'u. Już podczas nadchodzącej gali FEN 53 kibice mogli ujrzeć pierwszy w historii Main Event (walkę wieczoru) bez pasa na dystansie 5 rund, dodatkowo po każdej rundzie w każdej walce po 1 i po 2 rundzie widoczne dla fanów byłby karty punktowe walczących ze sobą zawodników, a także zawodnicy walk poszczególnej gali byli zważeni tego samego dnia co odbywali pojedynki.
15 czerwca 2024 na gali FEN 55 została wprowadzona nowa formuła walki – K-1 w małych rękawicach (rękawice do MMA). Pierwszą walkę w tej formule stoczyły; Laura Grzyb i Oliwia Stawska.

## Reguły walk[18]

### MMA
- walki toczone są na specjalnym klatko-ringu lub w klatce
- dystans 3 rund po 5 minut każda poza walką wieczoru, która wynosi dystans 5 rund po 5 minut[16]
- dystans 5 rund w walkach o pas mistrza organizacji FEN
- zawodnik, który nie zrobi wagi zaczyna pierwszą rundę z minusowym punktem[19]

### Kick-boxing
- walki toczone są na specjalnym klatko-ringu lub w klatce
- dystans trzech rund, po 3 minuty każda
- dystans pięciu rund w walkach o pas mistrza organizacji FEN
- pozostałe zasady K-1

### Kick-boxing (w małych rękawicach)[17]
- walki toczone są na specjalnym klatko-ringu lub w klatce

- dystans trzech rund, po 3 minuty każda
- rękawice do MMA
- pozostałe zasady K-1

### Sposoby wyłonienia zwycięzcy w standardowych regułach MMA
- nokaut
- poddanie (odklepanie lub werbalne)
- techniczne poddanie
- techniczny nokaut
- decyzję sędziów
- dyskwalifikację

## Kategorie wagowe[18]
Mieszane Sztuki Walki:
- Kogucia (do 61,2 kg / 135 lb)
- Piórkowa (do 65,8 kg / 145 lb)
- Lekka (do 70,3 kg / 155 lb)
- Półśrednia (do 77,1 kg / 170lb)
- Średnia (do 83,9 kg / 185 lb)
- Półciężka (do 93 kg / 205 lb)
- Ciężka (do 120 kg / 265 lb)

Kick-boxing
- Piórkowa kobiet (do 65 kg / 143 lb)
- Lekka (do 70 kg / 154 lb)
- Półśrednia (do 77 kg / 169 lb)
- Średnia (do 85 kg / 187 lb)
- Półciężka do 95 kg / 209 lb)
- Ciężka (ponad 95 kg / + 209 lb)

## Aktualni mistrzowie

### MMA
| Kategoria            | Waga        | Mistrz             | Od                           | Obrony tytułu |
| -------------------- | ----------- | ------------------ | ---------------------------- | ------------- |
| Ciężka               | do 120,2 kg | Wakat              | —                            | —             |
| Półciężka            | do 93 kg    | Wakat              | —                            | —             |
| Średnia              | do 83,9 kg  | Tomasz Ostrowski   | 5 października 2024 (FEN 56) | 0             |
| Średnia (tymczasowy) | do 83,9 kg  | Mateusz Janur      | 21 czerwca 2025 (FEN 59)     | 0             |
| Półśrednia           | do 77,1 kg  | Wawrzyniec Bartnik | 23 listopada 2024 (FEN 57)   | 1             |
| Lekka                | do 70,3 kg  | Damian Rzepecki    | 23 listopada 2024 (FEN 57)   | 1             |
| Piórkowa             | do 65,8 kg  | Miłosz Kruk        | 20 czerwca 2025 (FEN 59)     | 0             |
| Kogucia              | do 61,2 kg  | —                  | —                            | —             |
| Kogucia kobiety      | do 61,2 kg  | —                  | —                            | —             |
| Musza                | do 56,7 kg  | —                  | —                            | —             |

### Kick-Boxing
| Kategoria        | Waga        | Mistrz | Od | Obrony tytułu |
| ---------------- | ----------- | ------ | -- | ------------- |
| Ciężka           | ponad 95 kg | Wakat  | —  | —             |
| Półciężka        | do 95 kg    | Wakat  | —  | —             |
| Średnia          | do 85 kg    | Wakat  | —  | —             |
| Półśrednia       | do 77 kg    | Wakat  | —  | —             |
| Lekka            | do 70 kg    | —      | —  | —             |
| Piórkowa         | do 65 kg    | —      | —  | —             |
| Piórkowa kobiety | do 65 kg    | —      | —  | —             |

## Historia mistrzów

### MMA

#### Waga ciężka (do 120,2 kg)
| Nr         | Mistrz                                    | Od                            | Do                   | Obrony tytułu |
| ---------- | ----------------------------------------- | ----------------------------- | -------------------- | --- |
| 1.         | Oli Thomspon (pokonał Szymona Bajora)     | 13 czerwca 2020 (FEN 28)      | 2022                 | |
| Tymczasowy | Szymon Bajor (pokonał Bartosza Szewczyka) | 27 listopada 2021 (FEN 37)    | 1 lipca 2022         | |
| Wakat      | Wakat                                     | 1 lipca 2022                  | 15 października 2022 | Thompson przez porażki poza FEN stracił pas mistrza pełnoprawnego. Bajor wypełnił kontrakt z FEN i zwakował pas mistrza tymczasowego, przechodząc do PFL. |
| 2.         | Michał Andryszak (pokonał Edera de Souzę) | 15 października 2022 (FEN 42) | 27 lutego 2023       | |
| Wakat      | Wakat                                     | 27 lutego 2023                |                      | Andryszak podpisał kontrakt z organizacją PFL |

#### Waga półciężka (do 93 kg)
| Nr | Mistrz                                      | Od                            | Do                            | Obrony tytułu                                                                       |
| --- | ------------------------------------------- | ----------------------------- | ----------------------------- | ----------------------------------------------------------------------------------- |
| 1. | Przemysław Mysiala (pokonał Marcina Zontka) | 20 maja 2016 (FEN 12)         | 21 maja 2017                  |                                                                                     |
| Wakat | Wakat                                       | 21 maja 2017                  | 28 listopada 2020             | Mysiala stracił pas oraz status mistrza, ze względu na brak podjęcia obrony tytułu. |
| Podczas gali FEN 29 pojedynek o pas mistrzowski pomiędzy Adamem Kowalskim oraz Marcinem Łazarzem został uznany za Nieodbyty, w związku z tym mistrz nie został wyłoniony. |                                             |                               |                               |                                                                                     |
| 2. | Marcin Wójcik (pokonał Adama Kowalskiego)   | 28 listopada 2020 (FEN 31)    | 16 października 2021 (FEN 36) |                                                                                     |
| 3. | Eder de Souza (pokonał Marcina Wójcika)     | 16 października 2021 (FEN 36) | 2 września 2023 (FEN 50)      |                                                                                     |
| 4. | Marcin Łazarz (pokonał Edera de Souzę)      | 2 września 2023 (FEN 50)      | 17 lutego 2024 (FEN 52)       |                                                                                     |
| 5. | Bartosz Szewczyk (pokonał Marcina Łazarza)  | 17 lutego 2024 (FEN 52)       | 25 lutego 2025                |                                                                                     |
| Wakat | Wakat                                       | 25 lutego 2025                |                               | Organizacja podjęła decyzję o zwakowaniu tytułu Szewczyka.                          |

#### Waga średnia (do 83,9 kg)
| Nr         | Mistrz                                      | Od                           | Do                           | Obrony tytułu                                                                                                  |
| ---------- | ------------------------------------------- | ---------------------------- | ---------------------------- | --- |
| 1.         | Andrzej Grzebyk (pokonał Thiago Vieirę)     | 25 maja 2018 (FEN 21)        | 29 października 2019         | - pokonał Roberta Fonsecę 12 października 2019 (FEN 26)                                                        |
| Wakat      | Wakat                                       | 29 października 2019         | 18 czerwca 2022              | |
| 2.         | Piotr Kuberski (pokonał Marcina Naruszczke) | 18 czerwca 2022 (FEN 40)     | 25 września 2023             | - pokonał Marcina Filipczaka 28 stycznia 2023 (FEN 44) - pokonał Kamila Wojciechowskiego 27 maja 2023 (FEN 46) |
| Wakat      | Wakat                                       | 25 września 2023             | 5 października 2024 (FEN 56) | Kuberski wypełnił kontrakt z organizacją                                                                       |
| 3.         | Tomasz Ostrowski (pokonał Łukasza Stanka)   | 5 października 2024 (FEN 56) | aktualny                     | |
| Tymczasowy | Mateusz Janur (pokonał Michała Pietrzaka)   | 21 czerwca 2025 (FEN 59)     | aktualny                     | |

#### Waga półśrednia (do 77,1 kg)
| Nr    | Mistrz                                           | Od                           | Do                           | Obrony tytułu |
| ----- | ------------------------------------------------ | ---------------------------- | ---------------------------- | --- |
| 1.    | Davy Gallon (pokonał Michała Michalskiego)       | 20 maja 2016 (FEN 12)        | 14 stycznia 2017             | |
| Wakat | Wakat                                            | 14 stycznia 2017             | 16 marca 2019                | Gallon zwakował pas i zmienił kategorię wagową. |
| 2.    | Andrzej Grzebyk (pokonał Kamila Gniadka)         | 16 marca 2019 (FEN 24)       | 29 października 2019         | |
| Wakat | Wakat                                            | 29 października 2019         | 3 października 2020 (FEN 37) | |
| 3.    | Robert Bryczek (pokonał Virgiliu Frasineaca)     | 3 października 2020 (FEN 30) | październik 2021             | |
| Wakat | Wakat                                            | październik 2021             | 27 listopada 2021            | Bryczek został pozbawiony tytułu mistrzowskiego, w związku z niepodjęciem obrony.                                                                                  |
| 4.    | Cezary Oleksiejczuk (pokonał Ajguna Achmiedowa)  | 27 listopada 2021 (FEN 37)   | 11 stycznia 2024             | - pokonał Kamila Kraskę 18 czerwca 2022 (FEN 40) - pokonał Adriana Zielińskiego 15 października 2022( FEN 40) - pokonał Mansura Abdurzakowa 11 marca 2023 (FEN 45) |
| Wakat | Wakat                                            | 11 stycznia 2024             | 15 czerwca 2024              | Oleksiejczuk został pozbawiony tytułu w związku z porażką poza organizacją.                                                                                        |
| 5.    | Mansur Abdurzakow (pokonał Michała Pietrzaka)    | 15 czerwca 2024 (FEN 55)     | 23 listopada 2024 (FEN 57)   | |
| 6.    | Wawrzyniec Bartnik (pokonał Mansura Abdurzakowa) | 23 listopada 2024 (FEN 57)   | aktualny                     | - pokonał Jacka Jędraszczyka 1 marca 2025 (FEN 58) |

#### Waga lekka (do 70,3 kg)
| Nr    | Mistrz                                             | Od                            | Do                            | Obrony tytułu |
| ----- | -------------------------------------------------- | ----------------------------- | ----------------------------- | --- |
| 1.    | Roman Szymański (pokonał Mariana Ziółkowskiego)    | 19 marca 2016 (FEN 11)        | 15 października 2016 (FEN 14) | |
| 2.    | Joilton Santos (pokonał Romana Szymańskiego)       | 15 października 2016 (FEN 14) | 26 stycznia 2017              | |
| Wakat | Wakat                                              | 26 stycznia 2017              | 10 marca 2018 (FEN 20)        | Santos został pozbawiony pasa wskutek dwóch porażek poza organizacją. |
| 3.    | Mateusz Rębecki (pokonał Mariana Ziółkowskiego)    | 10 marca 2018 (FEN 20)        | 30 sierpnia 2022              | - pokonał Łukasza Koperę 20 października 2018 (FEN 22) - pokonał Daguira Imavova 12 stycznia 2019 (FEN 23) - pokonał Magomieda Magomiedowa 18 stycznia 2020 (FEN 27) - pokonał Fabiano Silve 13 czerwca 2020 (FEN 28) - pokonał Jose Barrios Vargas 20 lutego 2021 (FEN 32) - pokonał Felipe Maie 16 października 2021 (FEN 36) - pokonał Arkadija Osipjana 27 listopada 2021 (FEN 37) |
| Wakat | Wakat                                              | 30 sierpnia 2022              | 14 października 2022 (FEN 42) | Rębecki wywalczył i podpisał kontrakt z UFC. |
| 4.    | Łukasz Charzewski (pokonał Anatolija Żurakiwskija) | 14 października 2022 (FEN 42) | 25 sierpnia 2023              | - pokonał Patryka Duńskiego 18 czerwca 2023 (FEN 47) |
| Wakat | Wakat                                              | 25 sierpnia 2023              | 23 listopada 2024             | Charzewski został pozbawiony tytułu mistrzowskiego. |
| 5.    | Damian Rzepecki (pokonał Marcina Jabłońskiego)     | 23 listopada 2024 (FEN 57)    | aktualny                      | - pokonał Patryka Duńskiego 21 czerwca 2025 (FEN 59) |

#### Waga piórkowa (do 65,8 kg)
| Nr    | Mistrz                                          | Od                                    | Do                                    | Obrony tytułu |
| ----- | ----------------------------------------------- | ------------------------------------- | ------------------------------------- | --- |
| 1.    | Adrian Zieliński (pokonał Fabiano Silvę)        | 15 czerwca 2019 (FEN 25)              | 26 października 2019 (Babilon MMA 10) | |
| 2.    | Daniel Rutkowski (pokonał Adriana Zielińskiego) | 26 października 2019 (Babilon MMA 10) | 27 września 2021                      | |
| Wakat | Wakat                                           | 27 września 2021                      | 18 czerwca 2022                       | Rutkowski wypełnił kontrakt z FEN i zwakował pas. |
| 3.    | Kacper Formela (pokonał Nicolae Hantea)         | 18 czerwca 2022 (FEN 39)              | 13 marca 2024                         | - pokonał Aleksandra Gorszecznika 18 czerwca 2022 (FEN 40) - pokonał Pedro Nobre 16 grudnia 2022 (FEN 43) - pokonał Nurżana Akiszewa 18 czerwca 2023 (FEN 47) |
| Wakat | Wakat                                           | 13 marca 2024                         |                                       | Formela wypełnił kontrakt z FEN i odszedł z organizacji. |
| 4.    | Miłosz Kruk (pokonał Gracjana Misia)            | 21 czerwca 2025                       | aktualny                              | |

#### Waga kogucia (do 61,2 kg)
| Nr    | Mistrz                                          | Od                            | Do                            | Obrony tytułu                                                                   |
| ----- | ----------------------------------------------- | ----------------------------- | ----------------------------- | ------------------------------------------------------------------------------- |
| 1.    | Victor Marinho (pokonał Tymoteusza Świątka)     | 6 marca 2015 (FEN 6)          | 7 marca 2017                  |                                                                                 |
| Wakat | Wakat                                           | 7 marca 2017                  | 28 listopada 2020             | Marinho został pozbawiony pasa, ze względu na brak przystąpień do obron tytułu. |
| 2.    | Jonas Mågård (pokonał Sebastiana Romanowskiego) | 28 listopada 2020 (FEN 31)    | 28 maja 2021 (FEN 34)         |                                                                                 |
| 3.    | Frans Mlambo (pokonał Jonasa Mågårda)           | 28 maja 2021 (FEN 34)         | 15 października 2022 (FEN 42) |                                                                                 |
| Wakat | Wakat                                           | 15 października 2022 (FEN 42) |                               | Podczas gali FEN 42 poinformowano, że Mlambo zwakował pas i odszedł z FEN.      |

#### Waga kogucia kobiety (do 61,2 kg)
| Nr    | Mistrz                                      | Od                        | Do               | Obrony tytułu |
| ----- | ------------------------------------------- | ------------------------- | ---------------- | --- |
| 1.    | Kateryna Szakałowa (pokonała Julię Kucenko) | 22 stycznia 2022 (FEN 38) | 26 sierpnia 2022 | |
| Wakat | Wakat                                       | 26 sierpnia 2022          |                  | Szakałowa po przekroczeniu limitu wagowego przed pierwszą obroną została pozbawiona pasa oraz statusu mistrzyni. |

#### Waga musza (do 56,7 kg)
| Nr | Mistrz | Od | Do | Obrony tytułu |
| -- | ------ | -- | -- | ------------- |

### Kick-boxing

#### Waga ciężka (powyżej 95 kg)
| Nr | Mistrz                                      | Od                            | Do   | Obrony tytułu                                                                                         |
| -- | ------------------------------------------- | ----------------------------- | ---- | --- |
| 1. | Arkadiusz Wrzosek (pokonał Nikolaja Falina) | 14 października 2017 (FEN 19) | 2021 | - pokonał Artura Bizewskiego 10 marca 2018 (FEN 20) - pokonał Patricka Schmida 16 marca 2019 (FEN 24) |

#### Waga półciężka (do 95 kg)
| Nr    | Mistrz                                       | Od                            | Do            | Obrony tytułu                                            |
| ----- | -------------------------------------------- | ----------------------------- | ------------- | -------------------------------------------------------- |
| 1.    | Tomasz Sarara (pokonał Dennisa Stolzenbacha) | 15 października 2016 (FEN 14) | 11 marca 2017 |                                                          |
| Wakat | Wakat                                        | 11 marca 2017                 |               | Sarara wypełnił kontrakt z organizacją i zwakował tytuł. |

#### Waga średnia (do 85 kg)
| Nr    | Mistrz                                              | Od                     | Do             | Obrony tytułu                                              |
| ----- | --------------------------------------------------- | ---------------------- | -------------- | ---------------------------------------------------------- |
| 1.    | Radosław Paczuski (pokonał Stanisława Zaniewskiego) | 10 marca 2018 (FEN 20) | 6 czerwca 2019 |                                                            |
| Wakat | Wakat                                               | 6 czerwca 2019         |                | Paczuski wypełnił kontrakt z organizacją i zwakował tytuł. |

#### Waga półśrednia (do 77 kg)
| Nr         | Mistrz                                            | Od                            | Do                            | Obrony tytułu                                        |
| ---------- | ------------------------------------------------- | ----------------------------- | ----------------------------- | ---------------------------------------------------- |
| Tymczasowy | Wojciech Wierzbicki (pokonał Zakarię Baitara)     | 20 maja 2016 (FEN 12)         | 14 stycznia 2017 (FEN 15)     |                                                      |
| 1.         | Paweł Biszczak                                    | 14 stycznia 2017 (FEN 15)     | 7 listopada 2017              | - pokonał Igora Danisa 14 października 2017 (FEN 19) |
| Wakat      | Wakat                                             | 7 listopada 2017              | 25 maja 2018 (FEN 21)         | Biszczak rozwiązał kontrakt z organizacją.           |
| 2.         | Łukasz Pławecki (pokonał Wojciecha Wierzbickiego) | 25 maja 2018 (FEN 21)         | 12 stycznia 2019 (FEN 23)     |                                                      |
| 3.         | Dominik Zadora pokonał Łukasza Pławeckiego)       | 12 stycznia 2019 (FEN 23)     | 12 października 2019 (FEN 26) |                                                      |
| 4.         | Wojciech Wierzbicki (pokonał Dominika Zadore)     | 12 października 2019 (FEN 26) | 3 października 2020 (FEN 30)  |                                                      |
| 5.         | Dominik Zadora                                    | 3 października 2020 (FEN 30)  | 27 listopada 2021             |                                                      |
| 6.         | Anatolij Hunanjan                                 | 27 listopada 2021 (FEN 37)    | ?                             |                                                      |
| Wakat      | Wakat                                             | ?                             |                               |                                                      |

#### Waga piórkowa kobiet (do 65 kg)
| Nr    | Mistrz                                       | Od                            | Do                            | Obrony tytułu |
| ----- | -------------------------------------------- | ----------------------------- | ----------------------------- | ------------- |
| 1.    | Róża Gumienna (pokonała Martinę Fendrichovą) | 14 stycznia 2017 (FEN 15)     | 14 października 2017 (FEN 19) |               |
| 2.    | Marta Waliczek (pokonała Różę Gumienną)      | 14 października 2017 (FEN 19) | ?                             |               |
| Wakat | Wakat                                        | ?                             |                               |               |

## Skład
| Aktualni członkowie            | Funkcja                      | Dawni członkowie |
| ------------------------------ | ---------------------------- | ---------------- |
| Bartosz Szuba Jakub Borowicz   | Prezes                       | Paweł Jóźwiak    |
| Jakub Borowicz                 | Matchmaker                   | -                |
| Rafał Sawicki                  | Właściciele                  | -                |
| Kamil Birka                    | Właściciele                  | -                |
| Bartosz Szuba                  | Właściciele                  | -                |
| Łukasz Paluch                  | Właściciele                  | -                |
| Paweł Jóźwiak                  | Właściciele                  | -                |
| Patryk Trzaska Andrzej Gliniak | Ring announcer               | -                |
| Łukasz Jurkowski               | Komentatorzy                 | -                |
| Andrzej Janisz                 | Komentatorzy                 | -                |
| Igor Marczak                   | Prowadzący studio            | -                |
| Igor Marczak                   | Wywiady po walkach           | -                |
| Andrzej Gliniak Jakub Borowicz | Prowadzący ceremonie ważenia | -                |

## Znani zawodnicy walczący dla organizacji

### Polacy
- Mansur Abdurzakow
- Gabriel Al-Sulwi
- Michał Andryszak
- Izabela Badurek
- Szymon Bajor
- Marcin Bandel
- Wawrzyniec Bartnik
- Wojciech Bartnik
- Adrian Bartosiński
- Anita Bekus
- Adam Biegański
- Krystian Bielski
- Paweł Biernat
- Paweł Biszczak
- Rafał Błachuta
- Aniela Bogusz
- Łukasz Borowski
- Michał Borowski
- Robert Bryczek
- Adam Brysz
- Łukasz Charzewski
- Jan Ciepłowski
- Bartłomiej Dragański
- Patryk Duński
- Rafał Dudek
- Szymon Dusza
- Kacper Formela
- Marcin Filipczak
- Damian Frankiewicz
- Kamil Gniadek
- Damian Grabowski
- Tomasz Gromadzki
- Andrzej Grzebyk
- Laura Grzyb
- Róża Gumienna
- Paweł Hadaś
- Rafał Haratyk
- Piotr Hallmann
- Michał Hir
- Hanna Gujwan
- Wojciech Janusz
- Maciej Jewtuszko
- Jacek Jędraszczyk
- Mariusz Joniak
- Alan Kalski
- Paweł Kiełek
- Rafał Kijańczuk
- Michał Kita
- Łukasz Klinger
- Tomasz Kondraciuk
- Tyberiusz Kowalczyk
- Adam Kowalski
- Piotr Kuberski
- Mateusz Kubiszyn
- Dawid Kuczmarski
- Krzysztof Kułak
- Marcin Krakowiak
- Kamil Kraska
- Bartosz Kwiatkowski
- Bartosz Leśko
- Rafał Lewoń
- Patryk Likus
- Katarzyna Lubońska
- Marcin Łazarz
- Kamil Łebkowski
- Mateusz Makarowski
- Gracjan Miś
- Mateusz Murański
- Przemysław Mysiala
- Barbara Nalepka
- Marcin Naruszczka
- Łukasz Olech
- Mateusz Olech
- Michał Oleksiejczuk
- Cezary Oleksiejczuk
- Tomasz Ostrowski
- Radosław Paczuski
- Adam Pałasz
- Paweł Pawlak
- Michał Pietrzak
- Piotr Poniedziałek
- Kamila Porczyk
- Krystian Pudzianowski
- Mateusz Rębecki
- Maciej Różański
- Damian Rzepecki
- Sebastian Romanowski
- Tomasz Romanowski
- Daniel Rutkowski
- Tomasz Sarara
- Marcin Sianos
- Oskar Somerfeld
- Mateusz Sosnowski
- Łukasz Stanek
- Mateusz Strzelczyk
- Łukasz Sudolski
- Klaudia Syguła
- Bartosz Szewczyk
- Akop Szostak
- Grzegorz Szulakowski
- Roman Szymański
- Tymoteusz Świątek
- Paweł Trybała
- Adam Wieczorek
- Marcin Wójcik
- Kamil Wojciechowski
- Arkadiusz Wrzosek
- Marcin Wrzosek
- Gracjan Wyroślak
- Dominik Zadora
- Adrian Zieliński
- Marian Ziółkowski
- Marcin Zontek
- Kornel Zapadka
- Karol Żołowski

### Obcokrajowcy
- Ismail Haidari
- Farid Alibabazade
- Pavel Obozny
- Stanisław Zaniewski
- Eder de Souza
- Roberto Fonesca
- Ednaldo Oliveira
- Willyanedson Paiva
- Matheus Pereira
- Daniel Torres
- Joilton Santos
- Fabiano Silva
- Thiago Vieira
- Igor Pokrajac
- Mario Žgela
- Vaso Bakočević
- Lukáš Chotěnovský
- Jonas Mågård
- Darren Anstey
- Chris Fishgold
- Oli Thompson
- Toni Valtonen
- Cyril Cereyon
- Davy Gallon
- Daguir Imawow
- Nassourdine Imawow
- Giorgi Esiava
- Genadi Jorjoliani
- Guram Kutateladze
- Nikolaj Falin
- Danilo Belluardo
- Djamil Chan
- Nurżan Akiszew
- Nursułtan Kassymchanow
- Bauyrzhan Kuanyshbayev
- Edgar Davalos
- Frans Mlambo
- Ajgun Achmiedow
- Magomied Magomiedow
- Kirill Korniłow
- Patrick Schmid
- Igor Danis
- Władimir Bykow
- Bohdan Danyłko
- Maksym Grabowicz
- Witalij Jakimenko
- Ołeksandr Moisa
- Kateryna Szakałowa
- Anatolij Żurakiwskij